# Стопе у песку
Стопе у песку је књига сабраних политичких есеја, писама и телеграма Борислава Пекића.

## Опис
Пекић је од гимназијски дана био политички ангажован, а у позним годинама је то нарочито чинио, посебно кроз активности у обнови Демократске странке. У свом политичком раду, оставио је много есеја, писама и телеграма.
Пекићеве рукописе су приредиле супруга Љиљана Пекић и кћерка Александра, а први пут их је објавио Службени гласник 2012. године. На промоцији су говорили Добрица Ћосић и Александар Јерков. Друго издање се појавило 2017. године у издању Лагуне.